# Tuberothelais flavolineata
Tuberothelais flavolineata là một loài bọ cánh cứng trong họ Cerambycidae.